# Алехандро Посо
Алехандро Посо Посо (ісп. Alejandro Pozo Pozo; народився 22 лютого 1999) — іспанський футболіст «Севільї» та збірної Іспанії, який виступає на позиції атакувального півзахисника, правого вінгера або правого захисника. На умовах оренди виступає за «Альмерію».

## Клубна кар'єра
Уродженець Уевар-дель-Альхарафе, провінція Севілья, Посо є вихованцем футбольної академії «Севільї». 21 серпня 2016 року дебютував у складі резервної команди «Севільї», «Севілья Атлетіко», в матчі іспанської Сегунди проти «Жирони».
У серпні 2018 року вирушив в оренду до «Гранади». Провів у команді повний сезон 2018/19, зігравши 30 матчів і забивши 4 м'ячі в рамках Сегунди.
27 серпня 2019 року продовжив свій контракт з «Севільєю» до 2023 року і його внесли до основного складу. 26 вересня 2019 року дебютував в основному складі «Севільї» у матчі іспанської Прімери проти «Ейбара», замінивши Олівера Торреса.
16 січня 2020 року вирушив в оренду до «Мальорки» до закінчення сезону 2019/20. 19 січня провів свою першу гру за «Мальорку», вийшовши на заміну в матчі іспанської Прімери проти «Валенсії».

## Кар'єра в збірній
Виступав за збірні Іспанії до 19 років і до 21 року.

## Статистика виступів
Станом на 18 грудня 2019
| Клуб               | Сезон              | Ліга               | Ліга | Ліга | Кубок | Кубок | Європа | Європа | Інші | Інші | Загалом | Загалом |
| Клуб               | Сезон              | Дивізіон           | Ігри | Голи | Ігри  | Голи  | Ігри   | Голи   | Ігри | Голи | Ігри    | Голи    |
| ------------------ | ------------------ | ------------------ | ---- | ---- | ----- | ----- | ------ | ------ | ---- | ---- | ------- | ------- |
| Гранада            | 2018–19            | Сегунда Дивізіон   | 30   | 4    | 1     | 0     | 0      | 0      | 0    | 0    | 31      | 4       |
| Гранада            | Загалом            | Загалом            | 30   | 4    | 1     | 0     | 0      | 0      | 0    | 0    | 31      | 4       |
| Севілья            | 2019–20            | Ла-Ліга            | 3    | 0    | 1     | 0     | 6      | 0      | 0    | 0    | 10      | 0       |
| Севілья            | Загалом            | Загалом            | 3    | 0    | 1     | 0     | 6      | 0      | 0    | 0    | 10      | 0       |
| Мальорка           | 2019–20            | Ла-Ліга            | 19   | 1    | 1     | 0     | 0      | 0      | 0    | 0    | 20      | 1       |
| Мальорка           | Загалом            | Загалом            | 19   | 1    | 1     | 0     | 0      | 0      | 0    | 0    | 20      | 1       |
| Ейбар              | 2020–21            | Ла-Ліга            | 0    | 0    | 0     | 0     | 0      | 0      | 0    | 0    | 0       | 0       |
| Ейбар              | Загалом            | Загалом            | 0    | 0    | 0     | 0     | 0      | 0      | 0    | 0    | 0       | 0       |
| Загалом за кар'єру | Загалом за кар'єру | Загалом за кар'єру | 52   | 5    | 3     | 0     | 6      | 0      | 0    | 0    | 61      | 5       |

### Статистика виступів за збірну
| Дата       | Місто                  | Господарі          | Результат | Гості              | Турнір                             | Голи | Примітки |
| ---------- | ---------------------- | ------------------ | --------- | ------------------ | ---------------------------------- | ---- | -------- |
| 14-11-2018 | Логроньо               | Іспанія            | 4 – 1     | Данія              | Товариський матч                   | -    | 72'      |
| 6-9-2019   | Нур-Султан             | Казахстан          | 0 – 1     | Іспанія            | Кваліфікація молодіжного Євро-2021 | -    | 46'      |
| 10-9-2019  | Кастельйон-де-ла-Плана | Іспанія            | 2 – 0     | Чорногорія         | Кваліфікація молодіжного Євро-2021 | -    | 83'      |
| 10-10-2019 | Кордова (Іспанія)      | Іспанія            | 1 – 1     | Німеччина          | Товариський матч                   | -    | 65'      |
| 15-10-2019 | Подгориця              | Чорногорія         | 0 – 2     | Іспанія            | Кваліфікація молодіжного Євро-2021 | -    | 68'      |
| 14-11-2019 | Алькоркон              | Іспанія            | 3 – 0     | Північна Македонія | Кваліфікація молодіжного Євро-2021 | -    | кап. 46' |
| 3-9-2020   | Скоп'є                 | Північна Македонія | 0 – 1     | Іспанія            | Кваліфікація молодіжного Євро-2021 | -    | кап. 70' |
| Усього     |                        | Матчів             | 7         |                    | Голів                              | 0    |          |